# ワルディ・アルファロ
ワルディ・アルファロ（Wardy Alfaro Pizarro、1977年12月31日 - ）は、コスタリカの元サッカー選手。元コスタリカ代表。ポジションはゴールキーパー。

## 経歴
2006年2月に親善試合でコスタリカ代表デビュー。出場機会は無かったが、2006 FIFAワールドカップのメンバーにも選ばれた。2007年までに通算5試合に出場した。

## 代表歴

### 出場大会
- コスタリカ代表
  - 2006 FIFAワールドカップ

### 試合数
- 国際Aマッチ 5試合 0得点（2006年-2007年）[1]

| コスタリカ代表 | 国際Aマッチ | 国際Aマッチ |
| 年             | 出場        | 得点        |
| -------------- | ----------- | ----------- |
| 2006           | 2           | 0           |
| 2007           | 3           | 0           |
| 通算           | 5           | 0           |